# Eskişehirspor Kulübü
L'Eskişehirspor Kulübü és un club de futbol turc de la ciutat d'Eskişehir.

## Història
El club va ser fundat el 1965. Tot i que mai ha guanyat la lliga turca ha qeudat diverses vegades subcampió (1968-1969, 1969-1970, i 1971-1972). El seu èxit més destacat fou el triomf a la copa de l'any 1969-1970 on derrotà el Galatasaray per 3-2. L'any següent guanyà la supercopa contra el mateix rival i el mateix resultat.

## Palmarès
- Lliga turca de futbol (0)
  - Finalista (3): 1969–1970, 1970–1971, 1972–1973
- Copa turca de futbol (1): 1970–1971
  - Finalista (2): 1969–1970, 1986–1987
- Supercopa de Turquia/Copa President (1): 1970/71
- Copa del Primer Ministre turca de futbol (3): 1965/66, 1971/72, 1986/87
- Copa TSYD (1)